# Kỳ (Nội Mông Cổ)
| Kỳ              | Kỳ                              |
| --------------- | ------------------------------- |
| tiếng Trung:    | 旗 (Chữ Hán) qí (bính âm)       |
| tiếng Mông Cổ:  | Хошуу (Cyril) khoshuu (La tinh) |
| tiếng Mãn Châu: | Gūsa (La tinh)                  |

Kỳ là một đơn vị hành chính tại khu tự trị Nội Mông Cổ của Cộng hòa Nhân dân Trung Hoa.
Các kỳ lần đầu tiên được sử dụng vào thời kỳ Nhà Thanh, trong đó người ta tổ chức người Mông Cổ thành các kỳ, ngoại trừ những ai thuộc về Bát kỳ ở Mãn Châu. Mỗi kỳ có tô mộc là các đơn vị hành chính trực thuộc. Tại Nội Mông Cổ, một vài kỳ lập ra một minh. Tại các khu vực khác, như Ngoại Mông Cổ, miền bắc Tân Cương và Thanh Hải, aimag (аймаг) là các đơn vị hành chính lớn nhất. Tuy nhiên, hiện nay aimag chỉ còn lại ở Mông Cổ và nó có địa vị tương đương cấp tỉnh. Trong khi vai trò của kỳ là để hạn chế người Mông Cổ vượt ra khỏi ranh giới của mỗi kỳ thì ngược lại nó cũng giúp cho Nhà Thanh bảo vệ Mông Cổ trước áp lực dân số từ những người Trung Hoa chính hiệu.
Hiện nay, kỳ là đơn vị hành chính cấp huyện trong trật tự phân cấp hành chính tại Trung Quốc. Tổng cộng hiện nay còn 49 kỳ.

## Kỳ tự trị
Kỳ tự trị là một kiểu kỳ đặc biệt do Cộng hòa Nhân dân Trung Hoa đặt ra. Hiện tại có 3 kỳ tự trị, tất cả đều nằm ở phía đông bắc Nội Mông Cổ, với mỗi kỳ có thành phần dân tộc chính không phải là người Hán mà cũng chẳng phải người Mông Cổ mà là các dân tộc ít người khác. Cụ thể như sau:
- Kỳ tự trị Ngạc Luân Xuân (鄂伦春自治旗) dành cho người Ngạc Luân Xuân
- Kỳ tự trị người Ngạc Ôn Khắc (鄂温克族自治旗) cho người Ngạc Ôn Khắc
- Kỳ tự trị Đạt Oát Nhĩ Mạc Lực Đạt Ngõa (莫力达瓦达斡尔族自治旗) cho người Đạt Oát Nhĩ